# 그랜트체스터
《그랜트체스터》(영어: Grantchester)는 2014년부터 현재까지 방영된 영국의 텔레비전 드라마이다.